# UPA! Una película argentina
UPA! Una película argentina  es una película argentina dirigida por Tamae Garateguy, Santiago Giralt y Camila Toker y protagonizada por Silvina Acosta, Florencia Braier y Federico Carol. Fue estrenada el 15 de noviembre de 2007.

## Sinopsis
Cuando un director, una productora y una actriz se unen para realizar sus sueño de hacer su primer película no hay límites en lo que están dispuestos a hacer para lograrlo. Locaciones robadas, equipos de trabajo inexpertos, las peores condiciones de filmación, todo vale, hasta traicionarse entre ellos.

## Reparto
- Silvina Acosta como Margarita
- Florencia Braier como Natalia
- Federico Carol como Alejandro
- Gloria Carrá como Gloria Carra
- Miguel Forza de Paul como Bruno
- Héctor Díaz como Coco - el productor
- Daniel Fanego como Daniel
- Tamae Garateguy como Ailen
- Santiago Giralt como Fer
- Camila Toker como Nina
- Hildegunn Waerness como Hildegunn Sjostrom